# بطولة أوروبا للدراجات 2020
بطولة أوروبا للدراجات 2020 (بالإنجليزية: 2020 European Road Championships)‏ هو الموسم 26 من  بطولة أوروبا للدراجات، أقيمت في بلواي، فرنسا، من 24 إلى 28 أغسطس 2020.

## السباقات
| 24 أغسطس | سباق الزمن لنخبة السيدات - بطولة أوروبا للدراجات  | CC ‏ | أنا فان دير بريغين | Ellen van Dijk     | مارلين رويسر         |
| 27 أغسطس | سباق الطريق لنخبة السيدات - بطولة أوروبا للدراجات | CC ‏ | أنيميك فان فليوتن  | إليسا ونغو بورغيني | Katarzyna Niewiadoma |

## وصلات خارجية
- الموقع الرسمي